# Microphthalmus coustalini
Microphthalmus coustalini är en ringmaskart som beskrevs av Fournier 1991. Microphthalmus coustalini ingår i släktet Microphthalmus och familjen Hesionidae. Inga underarter finns listade i Catalogue of Life.